# Burmagomphus arboreus
Burmagomphus arboreus är en trollsländeart som beskrevs av Maurits Anne Lieftinck 1940. Burmagomphus arboreus ingår i släktet Burmagomphus och familjen flodtrollsländor. IUCN kategoriserar arten globalt som livskraftig. Inga underarter finns listade i Catalogue of Life.